# Den Norske Opera & Ballett
Denna artikel handlar om bolaget Den Norske Opera & Ballett. Se Operahuset i Oslo för huvudbyggnaden i Oslo.

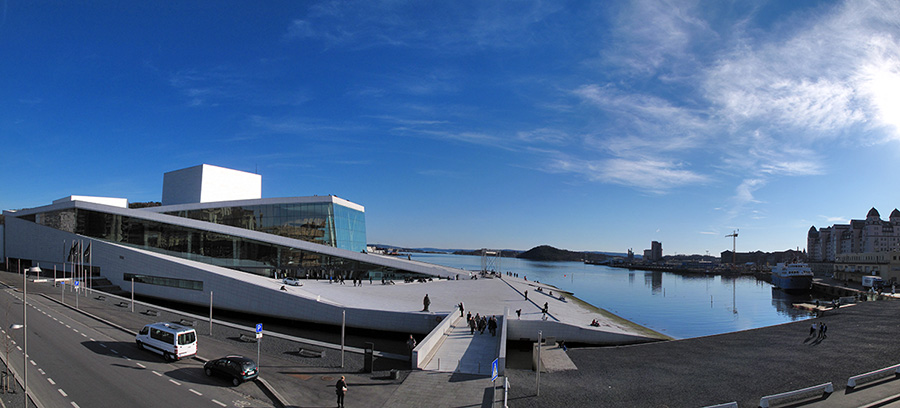
Operahuset, Oslo, sett från norr.

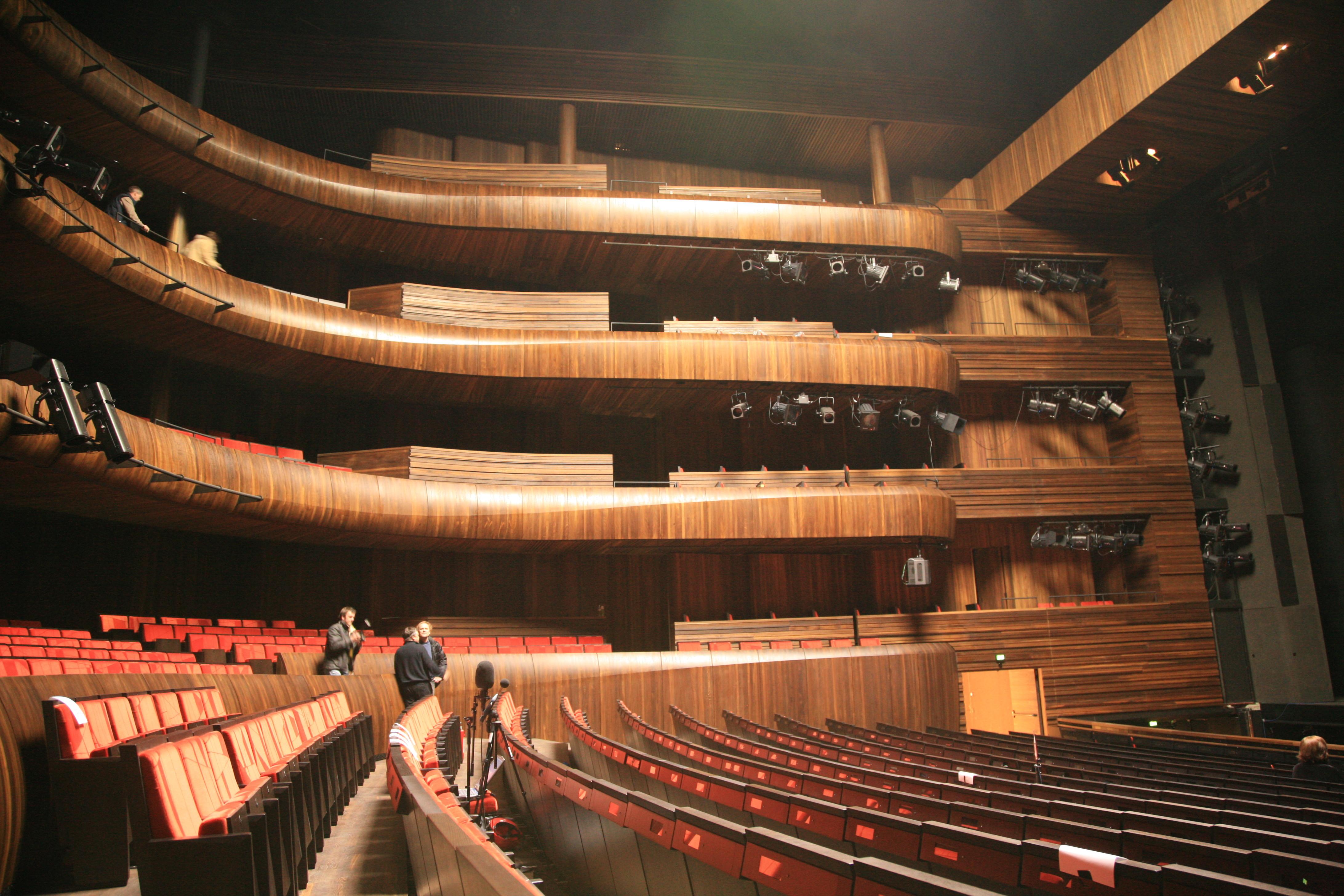
Huvudscenen

Den Norske Opera & Ballett är det enda fullt ut professionella företaget för produktion och förmedling av opera och balett i Norge. Företaget, organiserat som ett aktiebolag, bildades år 1957 och ägdes till 2008 av staten (90%) och Det Norske Operafond (10%). Därefter har bolaget varit helägt av staten.
Verksamheten är organiserad i sju programområden:
- Opera
- Balett
- Konserter
- Utbildning och förmedling
- Utveckling och nyskapande
- Turné- och riksopera / Nationellt resurs- och kompetensscenter
- Utlandsgästspel

Utöver detta driver bolaget Operahuset i Bjørvika, Oslo.